# Made in Barna
Made in Barna es el primer disco del grupo barcelonés La Kinky Beat, grabado en 2004. La formación del grupo durante la grabación del disco incluye a Miry Matahary (voz), Wily Fuego (voz), Donato Super Micro Machine (bajo), Chalart 58 (batería), Manelillo Loko Kinky (percusiones), Madjid (guitarra), Petete (trombón), Arecio Smith (Teclado (teclado), Dj Chamán (samplers).
El disco engloba diversos género musicales tales como el jungle, rocksteady, el reggae, el ska, el punk y el lado más salvaje del mestizaje. 
Recibe muy buenas críticas por parte de los medios y hace una gira por toda España y parte de Europa.
Entre las colaboraciones encontramos al mismo productor del disco, David Bourguinon (guitarra), y a algunos compañeros de carretera como Yacine (Cheb Balowski), Gambeat (Radio Bemba) o Muchachito (Trimelón).
Entre las actuaciones realizadas desde la salida del disco (más de 100 en un año) podríamos destacar su participación en el Tropicana Beach en Bassecourt, Suiza, La Pleine Lune Festival en Alzonne, Francia, el Viña Rock, en Villarrobledo, España, el festival Al Kultur Pur en Siegen, Alemania, el Zolks en Venlo, Holanda, el prestigioso Couleur Café en Bruselas, Bélgica, El Falun Folk en Falun, Suecia, el Ritmi Etnici en Tortoreto, Italia o la Feria en Beziers, Francia.

## Lista de canciones
1. Freedom
2. Made in Barna
3. Lo llevas claro!
4. Pirata Capitán
5. No Sun
6. No es lo mismo
7. Yeah man
8. A mi no me busques
9. María, María
10. Super Bass
11. My Lover
12. Kinky Jungle
13. María Cristina
14. All access
15. I come from...

- Datos: Q5989293